# Sanghin
Pour l’article ayant un titre homophone, voir Sanguin.
Sanghin, parfois orthographié Sanguen, est une commune rurale située dans le département de Boulsa de la province du Namentenga dans la région Centre-Nord au Burkina Faso. 

## Géographie
Localisé sur la rive droite de la rivière Sirba marquant la frontière entre la région Centre-Nord et la région Centre-Est, Sanghin est situé à 9 km à l'est de Nièga, à 20 km au sud-est de Boulsa, le chef-lieu du département et de la province. La commune est également à 9 km de la route nationale 15 qui relie Boulsa à Pouytenga (à 35 km au sud).

## Histoire
Le 21 décembre 2019 ont été lancés, en présence du premier ministre Christophe Dabiré, les travaux de construction du barrage de Sanghin sur la Sirba qui doit créer un lac de retenue d'une superficie de 4 000 hectares pour une capacité de 123,5 millions de m3 (grâce à l'édification d'une digue de 2 km de longueur et haute de 11 m) permettant l'aménagement et l'irrigation de 2 000 ha de terres agricoles, le développement de l'élevage et la création d'un espace halieutique pour la pêche. Son coût est de 25 milliards de francs CFA (soit environ 38 millions d'euros) entièrement financé sur le budget de l'État afin de créer le plus grand barrage de la région Centre-Nord.

## Éducation et santé
Sanghin accueille depuis la fin des années 2010 un centre de santé et de promotion sociale (CSPS) tandis que le centre de médical avec antenne chirurgicale (CMA) de la province se trouve à Boulsa.
Le village possède deux écoles publiques primaires, l'une dans le bourg, l'autre à Pogobogo.